# Гагемейстеры
Гагемейстер (нем. Hagemeister ) — дворянский род.

## Происхождение и история рода
Дворянский род фон Гагемейстер ведет свою родословную с XVII в. от Иоакима Гагемейстера (10.08.1655-1713), асессора Лифляндского Гофгерихта, владельца имений Номкюль и Ойзо в Эстляндии: 8.11.1692 года возведен в дворянское достоинство Шведского королевства, обвенчан в 1692 г. с Анной Екатериной Весселинг, дочерью шведского капитана и военного комиссара Фридриха Весселинг и Урсулы
Фриберг

## Описание герба
Щит пересечен в перевязь. В верхнем золотом поле три голубых розы (2+1). В нижем черном поле золотой наконечник стрелы, острием вверх.
Щит увенчан дворянским шлемом с золотым, с голубым и черным витками, бурелетом. Нашлемник — два руки в латах, держащие голубую розу. Намет четырехъярусный: первый и третий ярусы черные, второй и четвертый — голубые, подложен золотом.